# Der zuckersüße Tod
Der zuckersüße Tod ist eine US-amerikanische Satire aus dem Jahre 1999. Manche Kritiker empfanden den Film, der sämtliche Teenagerkomödien seiner Zeit parodiert, auch als „Sozialdrama“.

## Handlung
Courtney, Julie, Marcie und Elizabeth sind beste Freundinnen. Sie gehen gemeinsam auf die Reagan Highschool und sind dort die beliebtesten und begehrtesten Mädchen.
Für Elizabeths Geburtstag haben ihre Freundinnen eine besondere Überraschung geplant. Sie entführen Elizabeth und stecken sie in den Kofferraum von Courtneys Wagen um sie zum Frühstücken auszuführen. Als sie am Restaurant ankommen, ist Elizabeth jedoch tot. Sie ist an einem Jawbreaker erstickt, den ihr Courtney während der Entführung als Knebel in den Mund gesteckt hat.
Da die drei um Auswirkungen auf ihren Sozialstatus fürchten, beschließen sie auf Courtneys Vorschlag hin, den Tod von Liz erst einmal geheim zu halten und sie – als Liz’ Mutter – in der Schule krankzumelden. Die Rektorin bittet Courtney, ihr die Hausarbeiten nach Hause zu bringen. Courtney verspätet sich jedoch und erfährt von der Lehrerin, dass Fern Mayo sich bereit erklärt hat, die Hausaufgaben zu überbringen, und bereits auf dem Weg zu Liz ist.
Courtney und ihre Freundinnen machen sich nun rasch zu Liz’ Haus auf, um ihre Leiche aus ihrem Kofferraum in Liz’ Bett zu bringen. Als Fern am Haus ankommt, hört sie ein Geräusch aus dem Innern und belauscht zufällig ein Gespräch, in dem deutlich wird, dass Courtney für Liz’ Tod verantwortlich ist. Als Courtney, Marcie und Julie das Zimmer von Liz verlassen wollen, steht auf einmal Fern vor ihnen. Sie sieht die Leiche und versucht zu flüchten, wird aber von Marcie aufgehalten.
Courtney will unter allen Umständen verhindern, dass die Wahrheit ans Licht kommt, und bietet Fern ein Geschäft an. Sie soll über die Geschehnisse schweigen. Im Gegenzug wird sie Liz’ Ersatz in der Clique und von Courtney so gestylt, dass sie kaum wiederzuerkennen ist. Julie ist entsetzt über Courtneys Verhalten und rutscht aus der Clique.
Als Fern am nächsten Tag in die Schule kommt, wird sie allen als Vylette vorgestellt, die neu an der Schule ist. Zur selben Zeit kommen Liz’ Eltern aus dem Urlaub nach Hause und entdecken die Leiche ihrer Tochter. Nach ersten Ermittlungen scheint alles auf eine Vergewaltigung mit anschließender Tötung hinzudeuten. Detective Vera Cruz nimmt sich des Falles an, um herauszufinden, wie es überhaupt zur Tat kam.
Sie befragt Courtney, Julie, Marcie und Vylette zu den Geschehnissen. Dabei macht Courtney Andeutungen, dass Liz ein geheimes Doppelleben geführt habe und öfter mit fremden Männern verkehrte. Kurze Zeit später kann ein entsprechender Verdächtiger (Marilyn Manson) festgenommen werden. Als Julie davon erfährt, ist ihr sofort klar, dass Courtney mit dem Fremden im Haus gewesen sein muss, um dort den Verdacht auf ihn zu lenken. Vylette wird unterdessen durch die gewonnene Popularität immer eigensinniger und behandelt Courtney und Marcie ohne jeden Respekt. Courtney will sich dieses Verhalten nicht bieten lassen, aber Vylette lässt durchblicken, dass sie jedem erzählen könnte, wer Liz wirklich ermordet hat.
Marcie und Courtney decken daraufhin Vylettes wahre Identität erfolgreich auf. Vylette, nun wieder unter dem Namen Fern bekannt und in ihr altes Leben als Außenseiter zurückgedrängt, wird von allen Schülern verspottet und erleidet schließlich einen Nervenzusammenbruch mit Ohnmachtsanfall. Julie nimmt sich ihrer an.
Kurze Zeit später steht in der Schule der Abschlussball an und Courtney hat gute Chancen, Ballkönigin zu werden. Julie, die nicht zum Abschlussball gehen will, bekommt von ihrer Mutter einige von Liz’ Hinterlassenschaften. Dort findet sie auch eine alte Geburtstagskarte, auf die man einzelne Sätze sprechen kann. Als sie die Karte aufklappt ist deutlich die Stimme von Courtney zu vernehmen, die den Mord an Liz gesteht – Courtney hat bei der Inszenierung der Vergewaltigung geistesabwesend mit der Karte gespielt und genau diesen Satz aufgenommen. Julie macht sich zusammen mit Fern und Zack, ihrem Freund, dem sie sich in der Zwischenzeit anvertraut hat, auf den Weg zum Ball. Zack schließt die Karte an die Lautsprecher im Saal an. Gerade, als Courtney zur Ballkönigin ernannt worden ist und ihre Dankesrede halten will, spielt Zack das Geständnis ab. Die Schüler erkennen deutlich Courtneys Stimme und beginnen, sie mit allem Greifbaren zu bewerfen und sie zu beleidigen. Courtney ist nun zweifelsfrei als Liz’ wahre Mörderin entlarvt und die Geschichte somit aufgeklärt.

## Auszeichnungen
- 1999 – Nominierung für den MTV Movie Award in der Kategorie Best Villain (Bester Bösewicht) für Rose McGowan

## Kritiken
Die Kritiken zu dem Film reichen von „eine beißende Parodie auf alle High School-Komödien und Horrorfilme der letzten 20 Jahre“ (Dirk Jasper Filmlexikon) über „eine rabenschwarze Komödie über die Cliquen-Hierarchie an amerikanischen High Schools“ bis zu „von ‚rotzfrech‘ oder gar ‚rabenschwarz‘ fehlt jede Spur“. Das Lexikon des internationalen Films schreibt: „Klischeereiche Variante sattsam vertrauter amerikanischer High-School-Filme, dieses Mal in komödiantisch-bissiger Variante, die sich als fader Abklatsch einschlägiger Fernsehvorbilder erweist.“